# Ptiloprora guisei
Ptiloprora guisei là một loài chim trong họ Meliphagidae.